# Mesquita d'Ibn Tulun

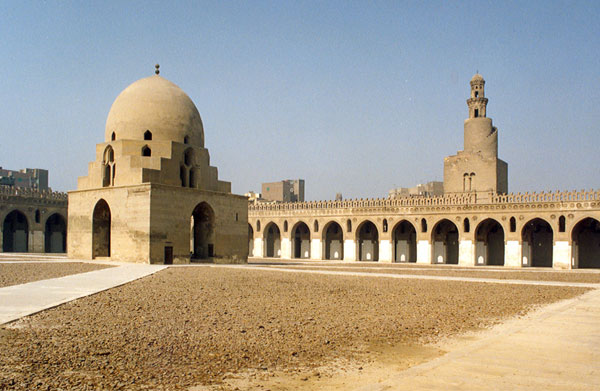
La mesquita d'Ibn Tulun. La font d'ablucions a l'esquerra i el minaret a la dreta

La mesquita d'Ibn Tulun (àrab: مسجد ابن طولون, masjid Ibn Ṭūlūn) és una de les més interessants del Caire, Egipte. Forma part del conjunt arquitectònic conegut com a Caire històric, declarat Patrimoni de la Humanitat per la UNESCO. Porta el número 220 del catàleg de monuments islàmics gestionat pel Supreme Council of the Antiquities. Està situada a la ciutat antiga, entre la ciutadella i el Nil. Pot dir-se que és la mesquita més vella de la ciutat, entre les que es conserven sense modificacions destacades. La mesquita d'Amr (641) és anterior, però ha estat molt reconstruïda. També és la mesquita més gran del Caire, per la superfície de terreny que ocupa.
Porta el nom del seu fundador, Àhmad ibn Tulun, el primer governador tulúnida d'Egipte, entre el 868 i 884.

## Història

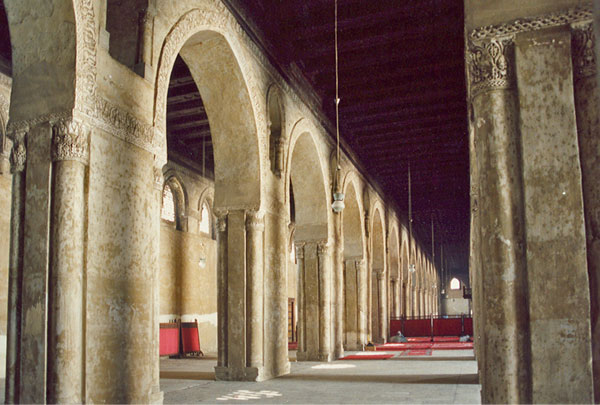
El santuari principal

Àhmad ibn Tulun era originari de Bagdad, però de molt jove es va traslladar a Samarra. El 868 arriba al Caire com a representant del califa al-Mútazz (866-869); troba aquella capital, coneguda com al-Fustat, massa limitada per les seves tropes i funda un nou assentament, al-Qataï, donant entrada a la dinastia tulúnida, independent, de fet, de Bagdad. Al-Qataï es projecta com una gran ciutat, amb tots els seus serveis, entre els quals la mesquita, seguint un model importat de Samarra. Aquella ciutat fou arrasada el 905, la mesquita d'Ibn Tulun és un dels pocs elements que en van quedar.
A al-Fustat hi havia l'antiga mesquita d'Amr, del 641, però ja no servia a les necessitats d'Àhmad ibn Tulun. Una inscripció fragmentària original en un dels pilars del santuari porta el text de fundació i la data d'acabament, el 879. La mesquita s'havia començat tres anys abans, el 876.
Segons una llegenda es construir la mesquita al mateix lloc on l'arca de Noè va tocar terra després del diluvi, tot i que la tradició més estesa situa aquest esdeveniment al mont Ararat. Al costat de la mesquita també es va aixecar un palau, que hi comunicava directament.
Una inscripció fragmentària damunt l'entrada de la mesquita es refereix a restauracions fetes pel visir fatimita Badr al-Jamalí, el 1177. El seu fill, Al-Àfdal Kutayfat, patrocinava un mihrab, descrit més avall.
En el període fatimita, la mesquita d'Ibn Tulun era una de les quatre en les quals el califa feia les oracions del divendres, les altres eren les d'al-Azhar, al-Hàkim i Amr.
El soldà mameluc Lajin va fer restauracions importants a la mesquita entre el 1296 i 1297. En aquella època era abandonada, però una llegenda ens explica que gràcies a haver-li proporcionat refugi quan el perseguien els seus enemics, va decidir restaurar-la. La intervenció de Lajin inclogué el minaret, la font d'ablucions nova del pati, i la cúpula de fusta damunt el mihrab principal. També va impulsar l'ensenyament de les lleis islàmiques, i fins i tot l'ensenyament de medicina. Una escola primària per a nois, per a l'ensenyament de l'Alcorà, es va afegir a la mesquita. També va patrocinar una font pública. D'aquestes estructures addicionals, tanmateix, només la font d'ablucions i la cúpula del mihrab sobreviuen.
Al segle xiii, quan la barriada havia caigut en decadència, la mesquita d'Ibn Tulun s'utilitzava com a caravanserrall per a pelegrins nord-africans en el seu camí cap a la Meca. Durant el segle xiv, un jutge va afegir-li dos minarets als extrems de la sala d'oració principal, un d'aquests es va enderrocar, ja que havia perdut estabilitat. Al segle xix s'utilitzava com a fàbrica, i més tard com a manicomi.

## L'edifici

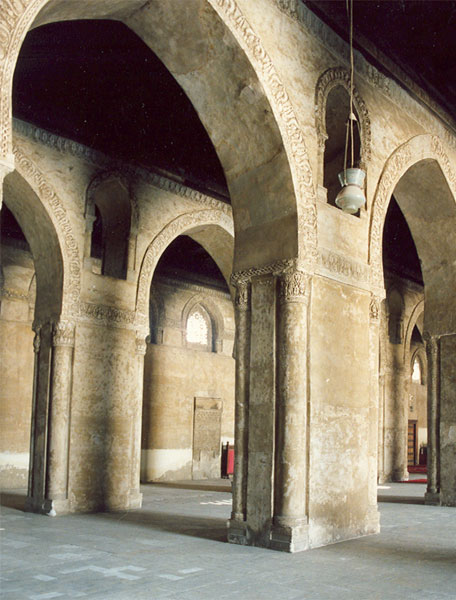
Interior de la mesquita

La mesquita d'Ibn Tulun està centrada per un gran pati envoltat de quatre pòrtics (riwaq), el més gran esdevé el santuari, a tocar de l'alquibla. Aquest santuari té cinc naus paral·leles a l'alquibla; els altres tres costats tenen dues naus cadascú.
Tot aquest conjunt està envoltat en tres dels seus costats per un pati en forma de U, tancat per muralles, anomenat ziyada.
Està construïda amb maó excepte el minaret, que és de pedra. Les arcades que integren els pòrtics estan suportades per pilars en lloc de columnes. Aquests pilars són de secció rectangular i tenen unes columnes adossades als angles, del mateix material. Els arcs són lleugerament apuntats.
Hom ha dit que el motiu pel qual en lloc de columnes de pedra s'utilitzessin pilars és que un arquitecte cristià va projectar la mesquita i no volia que la cerca de tantes columnes portés a l'espoli de les esglésies que hi havia als voltants. El cert és que el sistema constructiu amb maons era emprat habitualment a Samarra i la zona mesopotàmica i que aquest edifici està directament inspirat en aquelles construccions. Hi ha dos parells de columnes de marbre d'estil romà d'Orient que flanquegen el mihrab, l'únic material obtingut per mitjà d'espoli a la mesquita d'Ibn Tulun.

### La font d'ablucions

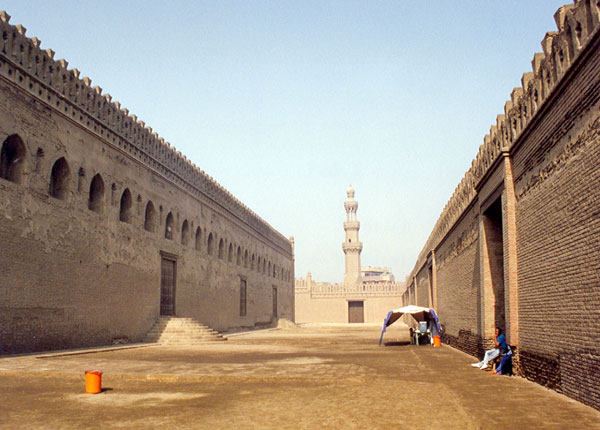
El pati exterior (ziyada), amb la mesquita a l'esquerra

Les fonts d'ablucions originàriament no eren dins de la mesquita, es trobaven fora, al pati (ziyada), on estaven les latrines i fins i tot un lloc per a atencions mèdiques.
La font d'ablucions coberta per una cúpula i situada en el centre del pati fou afegida a finals del segle xiii pel soldà Lajin. Originàriament hi havia una font en el centre, amb un rellotge de sol utilitzat pel muetzí per a la crida a l'oració, però fou destruïda pel foc el 986. La font d'ablucions actual porta una inscripció amb un text alcorànic relatiu a l'obligació de les ablucions. Es tracta d'un cos rectangular obert pels quatre costats i amb una cúpula sobre petxines.

### El minaret
El minaret d'Ibn Tulun es troba al costat oposat a l'alquibla, a la ziyada, una mica desplaçat de l'eix del mihrab principal. És una estructura de pedra, amb una arquitectura poc usual, amb una escala exterior i una part superior d'època mameluca. Aquest minaret és tema de controvèrsia entre els historiadors; alguns l'atribueixen a l'època del soldà Lajin i d'altres a la fundació de la mesquita. Les fonts no ens faciliten prou informació documental per poder determinar-ne la data amb més precisió.
D'una banda, hom sap que Àhmad ibn Tulun va fer un minaret amb una escala exterior, un tret que es troba en l'arquitectura de Samarra. La forma del minaret està explicada per una llegenda: Ibn Tulun estava assegut amb els seus oficials i d'una manera inconscient enrotllava un tros de pergamí al voltant del seu dit. Quan algú li va preguntar què feia, va respondre sense pensar que estava planejant la forma del minaret.
El minaret comença amb un cos de planta quadrada, més estret a la part central, amb l'escala exterior. Té uns finestrals dobles a cada costat. Més amunt, es torna a circular i acaba amb un cos de doble alçada amb cúpula, d'un estil inconfusiblement de l'època de Lajin. A Samarra, hi ha minarets que tenen l'escala exterior, però es construeixen de maó i són totalment circulars.
Els historiadors troben arguments a favor d'atribuir tota l'estructura a Lajin. Un n'és que el minaret es va fer amb pedra mentre la resta de la mesquita és de maó. Una altra raó és que el pont que el comunica amb la mesquita té una connexió estranya, bloquejant una de les finestres, un error estètic que no hauria estat comès per l'arquitecte tulúnida. L'estil d'aquest pont, amb un arc de ferradura andalusí, i el dels dobles arcs al mateix minaret, s'atribueixen a finals del segle xiii, també la part superior amb una petita cúpula. A més, l'obra mostra un sistema constructiu unitari.

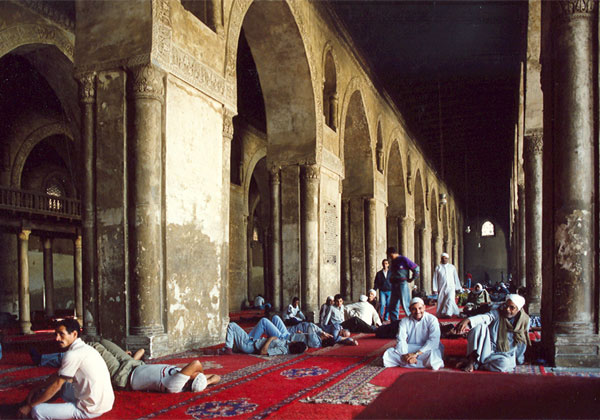
La sala d'oracions

A aquests arguments, hom pot respondre que un viatger del segle x va dir que el minaret d'Ibn Tulun era de pedra. Que l'estil del pont i els arcs del minaret són efectivament tardans, d'un estil que es troba en la primera arquitectura mameluca. El pont no seria original i els arcs del minaret, que no tenen cap funció estructural, tampoc; formarien part d'una restauració plantejada amb pedra nova, en altres paraules, la restauració de Lajin.
El fet que el minaret s'aixequés de pedra no descarta que sigui l'original, almenys parcialment. A Egipte, a diferència de Mesopotàmia, els artesans feien construccions de pedra des de molt antic, i no és sorprenent que disposessin de la tècnica suficient per a aixecar un minaret de pedra. A més, tractant-se d'una estructura de pedra sòlida, sense una escala interior, és improbable que pogués tenir una vida curta. Si s'hagués enderrocat, els historiadors ho haurien esmentat, com ho van fer amb la destrucció de la font d'ablucions originària.
Els constructors medievals moltes vegades feien afegits a construccions anteriors; si Lajin hagués reconstruït totalment el minaret, hauria fet una construcció mameluca. El fet que es deixés l'escala exterior és un argument a favor de la supervivència de l'estructura original.
També cal dir que al conjunt li falten les proporcions harmonioses pròpies d'un edifici mameluc. La forma de la part superior, aliena a la resta de l'estructura, suggereix que el minaret, com ara veiem, no es va fer en el mateix temps.

### Mihrabs

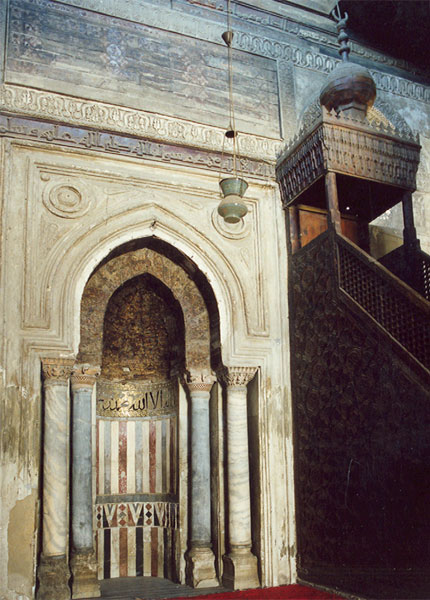
Mihrab principal i minbar

La mesquita d'Ibn Tulun té sis mihrabs que daten de diversos períodes. El principal, al mig de l'alquibla, és també el més gran. Té decoració d'estuc. Interiorment fou refet pel soldà Lajin; consisteix en un cos superior de fusta pintada, una banda de mosaic amb el text de la xahada, i una part baixa feta de peces de marbre. Aquest mihrab és l'únic amb nínxol; els altres cinc són plans. N'hi ha un de petit a l'alquibla, del primer període mameluc, de manera que és possible que també sigui de l'època del soldà Lajin.
El nínxol d'oració més notable de la mesquita d'Ibn Tulun és el d'al-Àfdal Xahanxah, un visir del califa fatimita al-Mustansir. Està decorat en estuc i porta una inscripció en escriptura cúfica decorada amb una referència històrica al califa que el patrocinava. És una còpia; l'original és al Museu Islàmic del Caire.

### Ladikka
Al santuari, prop del pati, hi ha una plataforma de fusta amb columnes de marbre. És la dikka i s'utilitza per a recitacions alcoràniques, cants i crides a l'oració dins de la mesquita. Gairebé totes les mesquites posteriors tenen aquest element.

### Altres
Un fris de fusta amb inscripcions alcoràniques corre al voltant de tota la mesquita, sota el sostre, en escriptura cúfica senzilla. Una tradició diu que aquesta fusta procedeix, ni més ni menys, de la mateixa arca de Noè, que es va aturar aquí o, segons altres fonts, que Ibn Tulun la va portar al Caire des d'Ararat.
Cal esmentar també el valuós minbar de fusta situat al costat del mihrab principal, construït en època de Lajin.
A l'època medieval, es van construir algunes cases adossades als murs exteriors de la mesquita. La major part se'n van enderrocar el 1928, però se'n van deixar intactes dues de les més antigues: Beit al Kritliyya i Beit Amna bint Salim. Originàriament eren dues estructures independents, però més endavant es va unir. Ara aquestes cases allotgen el Museu Gayer-Anderson, el general britànic que hi va viure fins al 1942.